# Mako (missile)
Le Mako  est un missile hypersonique à lancement aérien, développé par Lockheed Martin et CoAspire. Il est spécialement conçu pour s’adapter à la soute d’armement interne des F-35A et F-35C. Il s’agit de la première arme hypersonique compatible avec un chasseur de cinquième génération,. Le missile a été dévoilé en avril 2024 lors de l’exposition Sea Air Space de la Navy League dans le Maryland, Lockheed Martin l’ayant présenté à la fois à l’U.S. Navy et à l’Air Force. Il a également été envisagé pour un déploiement sur des sous-marins et des navires de guerre de surface,.

## Développement
Les travaux d’élaboration du Mako ont débuté en 2017. Prévu à l’origine pour le programme d’armes d’attaque remplaçantes (SiAW) de l’armée de l’air, le Mako reflète un changement stratégique vers des armes de frappe hypersoniques plus abordables mais efficaces. Contrairement aux missiles de croisière hypersoniques plus grands, le Mako offre une portée et des capacités de réponse rapide, ce qui le rend adapté à une variété d’opérations militaires qui nécessitent une portée plus courte que le Hypersonic Air Launched Offensive Anti-Surface (HALO), qui est optimisé pour les missions antinavires, ou l’AGM-183A Air-Launched Rapid Response Weapon (ARRW), beaucoup plus grand.
Le missile Mako mesure 4 m de long, 33 cm de diamètre et pèse 590 kg, y compris une ogive de 59 kg. Propulsé par un moteur-fusée à combustible solide, il est capable d’atteindre des vitesses hypersoniques, au moins Mach 5, bien que les détails spécifiques sur son profil de vol n’aient pas été divulgués. Selon Rick Loy, directeur principal du programme pour la division des missiles et du contrôle de tir chez Lockheed Martin, le Mako est « compatible avec n’importe quel avion doté de points d’emport de 30 pouces », en utilisant le support d’éjection BRU-32 à usage intensif commun,. Il est également capable d’effectuer un lancement sous-marin à partir du système de lancement vertical d’un sous-marin,.
Lockheed Martin a exploré la compatibilité du missile avec divers types d’avions, y compris la vérification électronique et physique de l’ajustement, sur le Boeing F/A-18E/F Super Hornet, le Boeing EA-18G Growler, le General Dynamics F-16 Fighting Falcon, le McDonnell Douglas F-15 Eagle et les trois versions du F-35 Lightning II, entre autres. En particulier, les F-35A et F-35C peuvent transporter le missile en soute interne, tandis que d’autres avions comme le F-35B et le F-22 le transporteraient sur des pylônes externes. Selon Lockheed Martin, un F-35A ou C pourrait transporter six Makos entre les emplacements internes et externes. Le  Boeing P-8 Poseidon, avion de patrouille maritime et de surveillance, a fait l’objet d’un contrôle d’aptitude et pourrait également adopter le Mako pour des missions offensives,. Selon Naval News, le missile est équipé de plusieurs types de système de guidage, et il devrait être capable d’engager un grand nombre, sinon la totalité, des mêmes cibles que le SiAW ainsi que des cibles maritimes. Le Mako utilise un moteur-fusée conventionnel à combustible solide comme mesure d’économie, évitant les systèmes de propulsion hypersoniques plus exotiques. Cela devrait réduire les coûts, ce qui, selon les analystes, est particulièrement important dans les confrontations potentielles avec de grandes puissances comme la Chine et la Russie, où sa vitesse hypersonique est cruciale pour les engagements à distance de cibles sensibles au facteur temps telles que les défenses aériennes mobiles et les systèmes de missiles balistiques, qui font partie intégrante des stratégies anti-accès/déni de zone (A2/AD) employées par ces pays. Lockheed Martin a exprimé son intérêt pour l’exportation du Mako vers d’autres pays « intéressés par l’acquisition d’une capacité hypersonique ».